# Лазер в форме восьмёрки

Волоконный лазер с кольцевым резонатором в виде восьмерки. In: излучение накачки. Out: выходное излучение. 1: активное волокно. 2: поляризатор. 3: оптический изолятор. 4 WDM-ответвитель. 50:50 делитель 50/50.

Ла́зер в фо́рме восьмёрки — волоконный лазер, резонатор которого скручен в петлю, по форме напоминающую восьмёрку. Применяется для генерации пико- и фемтосекундных солитоноподобных импульсов. Типичный спектр такого лазера состоит из широкого центрального пика и нескольких узких боковых, расположенных симметрично относительного центрального. Амплитуда последних такая же или немного меньше амплитуды центрального..
Обе петли резонатора в виде восьмерки служат в качестве петель Саньяка. Активное волокно (волокно, сердцевина которого легирована ионами редкоземельных элементов, служащее в качестве активной среды лазера) размещается несимметрично по отношению к петлям резонатора, что создает нелинейную разницу фаз между встречными волнами и обеспечивает синхронизацию мод при превышении некоторой пороговой мощности накачки. В 1992 году был построен лазер в форме восьмёрки, чья меньшая петля имела длину 1,6 м, а бо́льшая — 60,8. Он генерировал импульсы длительностью 315 фс с интервалом в 125 МГц.